# Jochy Santos
José Luis De los Santos Marte (Santo Domingo, Distrito Nacional; 6 de junio de 1954), más conocido como Jochy Santos, es un locutor, presentador, actor y humorista dominicano. Santos es considerado como el pionero en programas radiales interactivos mezclados con humor en la República Dominicana.
Santos saltó a la fama de su país como copresentador de un programa nocturno llamado "El Show de la Noche" junto al también presentador J. Eduardo Martínez a finales de los años 1980. Desde 1996 hasta 2000, se consolidó popularmente con su particular modo de hacer radio en el programa "Botando El Golpe" (actualmente "El Mismo Golpe con Jochy"). Desde 1999 en televisión por segunda ocasión con su programa Divertido con Jochy. Recientemente Tiene un Nuevo programa que se llama Es Temprano Todavía Con Jochy Por Color Visión.
Es muy conocido por su peculiar risa, que consiste en repeticiones prolongadas y haciendo pausas a modo de carcajada.

## Primeros años
Jochy Santos nació en San Juan Bosco, un sector en Santo Domingo en la República Dominicana el 6 de junio de 1954. Hijo de Alida Marte y Luis Santos, es el segundo de cuatro hermanos. 
En 1973, realizó sus estudios primarios y secundarios en el Colegio Don Bosco. Luego entró en la Universidad Nacional Pedro Henríquez Ureña a estudiar Técnico en Mercadeo y Ventas donde sólo hizo los primeros dos años.

## Carrera
Jochy Santos comenzó siendo cronista de arte. Luego dio sus primeros pasos en Radio Central como locutor.
Entre 1975 y 1987 produjo algunos programas de radio en emisoras dominicanas, tales como: La Voz del Trópico, Radio Central, Radio ABC, ente otras. Trabajó con el periodista y locutor Carlos T. Martínez en el programa "Panorama Farandulero" que se transmitía por la emisora Onda Musical. En 1984 formó parte de la producción del programa "De Noche" conducido por Yaqui Núñez y Freddy Beras transmitido por Color Visión. En 1986 trabajó en el programa "El Gordo de la Semana" de Freddy Beras-Goico. El 18 de octubre de 1987 su carrera dio un giro de 180° al emprender junto a su compañero y amigo J. Eduardo Martínez el programa nocturno de variedad "El Show de la Noche", en el mismo, Santos salió del semianonimato iniciándose, además de la producción, en la conducción de televisión. El programa fue transmitido por Tele Antillas y se mantuvo hasta principios de los años 1990.
En 1991 su carrera continuó en ascendencia al formar parte del personal de presentadores en el programa meridiano "El Show del Mediodía", toda uno institución televisiva en la República Dominicana transmitido también por Color Visión. En el mismo compartió con personalidades dominicanas, tales como: Zoila Luna, Cuquín Victoria, Miltón Peláez, ente otros. En esa misma época, trabajó como presentador y cómico en los programas "Friendo y Comiendo" y "Cuentos y Cantos", en este último trabajó junto a Anthony Rios y Felipe Polanco "Boruga". Estos programas también se transmitían por Color Visión, pero Santos dejó de trabajar para la empresa televisiva en 1999. Luego trabajó por un breve periodo en el programa "Perdone la Hora" en el 2000.

### Botando el Golpe
El 18 de marzo de 1996 Jochy Santos emprendió un nuevo proyecto "Botando el Golpe", un programa de radio diferente a lo que se tenía acostumbrado a escuchar en la República Dominicana. El programa tenía como colocutor a Charlie Mariotti (locutor y exsenador por la provincia Monte Plata) Y Actual Secretario General Del Partido de la Liberación Dominicana PLD. El mismo se transmitió en sus inicios por Melodía FM (más tarde Rumba FM), rompiendo los parámetros radiales establecidos en aquellos años.
En 1998 el programa alcanzó su mayor apogeo con la entrada de varios humoristas (no muy conocidos para entonces), como es el caso de Luisín Jiménez, Raymundo Ortiz, Irving Alberti, Michael Lora, Mildred de la Mota, Aquiles Correa entre otros. El programa llegó a ser tan popular, que acaparaban más de la mitad de la audiencia dominicana convirtiéndose en un fenómeno radial y al mismo tiempo haciendo crecer más la popularidad del mismo Jochy Santos.

#### Controversia
En 2000 el programa sufrió un revés cuando Jochy Santos propuso al equipo mudarse de emisora. Sin embargo, Luisin Jiménez y Raymundo Ortiz no estuvieron de acuerdo alegando supuestos inconvenientes económicos entre ellos y Santos, surgiendo una inesperada enemistad entre Santos, Luisin y Raymundo. Raymundo Ortiz y Luisin Jiménez se quedaron en la emisora y siguieron con el proyecto Botando El Golpe. Sin embargo, Santos refutó esas acusaciones y definió la postura de sus excompañeros como traición. y se marchó a la nueva Emisora Zol 106.5 FM con los demás integrantes el antiguo programa. 
Posteriormente, se inició una ardua batalla entre la administración de la emisora Rumba FM y Jochy Santos por el nombre del programa. La administración de la emisora se quedó con el nombre y Santos tuvo que renombrar su nuevo proyecto con el nombre de "El Mismo Golpe".

### Divertido con Jochy
En octubre de 1999 vuelve a la televisión ya como una personalidad popular de su país con su propio programa llamado "Divertido con Jochy", un programa sabatino y de contenido variado. El programa logró calar en el gusto del público, y fue transmitido por primera vez por Telecentro, donde duró hasta finales de 2003.
En 2004 el programa pasa a Telesistema 11 donde adquirió más popularidad. El programa es considerado como el mejor realizado y de mejor producción del país.
Desde septiembre de 2014 hasta agosto de 2019 el programa se transmitió los domingos por Telemicro.

### El Mismo Golpe con Jochy
Debido a los inconvenientes del pasado con su primer proyecto radial, Santos decide volver con el mismo estilo al que se le atribuye haber sido el pionero.
En 2001 Jochy Santos inició un nuevo programa basado en el anterior, pero renombrándolo como "El Mismo Golpe con Jochy". El programa se transmite por la estación Zol 106.5 emisora perteneciente a Radio Cadena Comercial. El Mismo Golpe continúa siendo a primera opción de la Radio a nivel de la capital y otros puntos del país. Compitiendo fuertemente con programas en Santiago De los Caballeros, La Romana, Puerto Plata y San Pedro de Macoris y se mantiene como el número uno en su género y a diferencia del anterior, este tiene una repercusión internacional.

### Cine
| Año  | Película                | Personaje       | Director              |
| ---- | ----------------------- | --------------- | --------------------- |
| 2000 | Perdone la Hora         | Presentador     | Roberto Ángel Salcedo |
| 2004 | Negocios son Negocios   | Ejecutivo       | Jorge de Bernardi     |
| 2006 | Un Macho de Mujer       | José            | Alfonso Rodríguez     |
| 2008 | Playball                | Viejo           | Alfonso Rodríguez     |
| 2011 | La Hija Natural         | Padre Contreras | Leticia Tonos         |
| 2013 | Ponchao                 | Pablo Alberti   | Josh Crook            |
| 2016 | Girasol                 | Caddy           | Dilia Pacheco Méndez  |
| 2017 | El Plan Perfecto        | Don Tony        | Roberto Ángel Salcedo |
| 2019 | La Musiquita Por Dentro | Suriel          | Ernesto Alemany       |
| 2020 | Me gusta la Tuya        | Adolfo          | Roberto Ángel Salcedo |

### Música
- "La Misma Pela" y "El Baile del Pollo", dos merengues popularizados en los años 90
- "Nunca Do You Like", un dembow
- "De Lo Mio", un merengue junto a Kinito Méndez
- "La Polaca", un dembow

## Otros trabajos
Jochy Santos ha actuado en publicidad tanto televisiva como radial, representando marcas importantes de la República Dominicana.
Santos también realiza presentaciones de comedia en vivo, caracterizándose principalmente por utilizar chistes. En algunas de sus actuaciones a veces está acompañados de otros reconocidos humoristas, como son: Freddy Beras-Goico (fallecido), Felipe Polanco "Boruga" Cuquín Victoria y Luisito Martí (fallecido).

## Vida personal
Santos está casado con Luisa Saldaña desde 1982. En junio de 2019, Saldaña supuesta y presuntamente sometió una demanda de divorcio, con ella ha procreado 4 hijos: José Ricardo, Leandro José, Eduardo José y José Miguel. Su hijo Eduardo José también es presentador de televisión.

## Reconocimientos
Jochy Santos ha ganado varios premios Casandra en las categorías de "Mejor presentador", "Mejor animador", "Mejor programa de radio", "Mejor programa semanal de variedades".
Ente sus reconocimientos están:
- Pabellón del Humor
- City of Lynn, MA. USA
- Abrazos de Esperanza
- ADOSID Calendario
- ADASEC Entregas de Juguetes
- Fundación St. Jude
- Cámara de Representantes y el Senado de Puerto Rico - febrero de 2003
- Cabina de la Fama (Círculo de Locutores Dominicanos) 2002
- Conducción en Bondad
- Micrófono de Oro

### Premios Soberano
| Año           | Categoría                            | Trabajo Nominado    | Resultado |
| ------------- | ------------------------------------ | ------------------- | --------- |
| 2003[8]       | Mejor Programa de Variedades         | Divertido con Jochy | Nominado  |
| 2003[8]       | Mejor Presentador de TV              | Jochy Santos        | Ganador   |
| 2003[8]       | Mejor Programa de Radio              | Botando el Golpe FM | Ganador   |
| 2004[9]       | Mejor Presentador de TV              | Jochy Santos        | Nominado  |
| 2004[9]       | Mejor Programa Semanal De Variedades | Divertido Con Jochy | Nominado  |
| 2005 [10]     | Mejor Presentador / Animador de TV   | Jochy Santos        | Nominado  |
| 2005 [10]     | Mejor Programa Semanal de TV         | Divertido con Jochy | Ganador   |
| 2006[11][12]  | Mejor Programa Semanal de Variedades | Divertido Con Jochy | Ganador   |
| 2007[13]      | Mejor Animador de TV                 | Jochy Santos        | Ganador   |
| 2007[13]      | Mejor Programa Semanal de Variedades | Divertido Con Jochy | Nominado  |
| 2008 [14]     | Mejor Animador de TV                 | Jochy Santos        | Nominado  |
| 2008 [14]     | Mejor Programa Semanal de Variedades | Divertido Con Jochy | Ganador   |
| 2009[15]      | Mejor Animador de TV                 | Jochy Santos        | Ganador   |
| 2009[15]      | Mejor Programa Semanal de Variedades | Divertido Con Jochy | Ganador   |
| 2010[16]      | Mejor Animador de TV                 | Jochy Santos        | Nominado  |
| 2010[16]      | Mejor Programa Semanal de Variedades | Divertido Con Jochy | Ganador   |
| 2011 [17]     | Mejor Animador de TV                 | Jochy Santos        | Nominado  |
| 2011 [17]     | Mejor Programa Semanal de Variedades | Divertido Con Jochy | Ganador   |
| 2012 [18]     | Mejor Animador de Televisión         | Jochy Santos        | Nominado  |
| 2012 [18]     | Mejor Programa Semanal de Variedades | Divertido Con Jochy | Ganador   |
| 2013 [19]     | Mejor Animador de Televisión         | Jochy Santos        | Nominado  |
| 2013 [19]     | Mejor Programa Semanal de Variedades | Divertido Con Jochy | Nominado  |
| 2014 [20]     | Mejor Animador de Televisión         | Jochy Santos        | Nominado  |
| 2014 [20]     | Mejor Programa Semanal de Variedades | Divertido Con Jochy | Nominado  |
| 2015 [21][22] | Mejor Animador de Televisión         | Jochy Santos        | Ganador   |
| 2015 [21][22] | Mejor Programa Semanal de Variedades | Divertido Con Jochy | Nominado  |
| 2016 [23][24] | Mejor Animador de Televisión         | Jochy Santos        | Nominado  |
| 2016 [23][24] | Mejor Programa Semanal de Variedades | Divertido Con Jochy | Ganador   |
| 2017 [25]     | Mejor Animador de Televisión         | Jochy Santos        | Nominado  |
| 2017 [25]     | Mejor Programa Semanal de Variedades | Divertido Con Jochy | Nominado  |
| 2018 [26]     | Mejor Animador de Televisión         | Jochy Santos        | Nominado  |
| 2018 [26]     | Mejor Programa Semanal de Variedades | Divertido Con Jochy | Nominado  |
| 2019 [27]     | Mejor Programa Semanal de Varidades  | Divertido Con Jochy | Nominado  |
| 2021          | Revista Semanal de Variedades 2020   | Es Temprano Todavía | Ganador   |
| 2021          | Revista Semanal de Variedades 2021   | Es Temprano Todavía | Ganador   |